# Coupe Memorial 1996
Navigation
Édition précédente Édition suivante
L'édition 1996 de la Coupe Memorial est présenté du 11 au 19 mai 1996 à Peterborough, Ontario. Elle regroupe les champions de chacune des divisions de la Ligue canadienne de hockey, soit la Ligue de hockey junior majeur du Québec (LHJMQ), la Ligue de hockey de l'Ontario (LHO) et la Ligue de hockey de l'Ouest (LHOu)

## Équipes participantes
- Les Prédateurs de Granby représente la Ligue de hockey junior majeur du Québec.
- Le Storm de Guelph représente la Ligue de hockey de l'Ontario.
- Les Wheat Kings de Brandon représente la Ligue de hockey de l'Ouest.
- Les Petes de Peterborough de la LHO en tant qu'équipe hôte.

## Classement de la ronde Préliminaire
| Équipe                 | PJ | V | D | BP | BC | Pts |
| ---------------------- | -- | - | - | -- | -- | --- |
| Prédateurs de Granby   | 3  | 2 | 1 | 14 | 7  | 4   |
| Wheat Kings de Brandon | 3  | 2 | 1 | 6  | 6  | 4   |
| Petes de Peterborough  | 3  | 2 | 1 | 10 | 7  | 4   |
| Storm de Guelph        | 3  | 0 | 3 | 2  | 12 | 0   |

## Résultats

### Résultats du tournoi à la ronde
Voici les résultats du tournoi à la ronde pour l'édition 1996 :

## Effectifs
Voici la liste des joueurs des Prédateurs de Granby, équipe championne du tournoi 1996 :
- Entraîneur : Michel Therrien
- Gardiens : Frédéric Deschênes et Frédéric Henry.
- Défenseurs : Francis Bouillon, Jonathan Desroches, Jason Doig, Jimmy Drolet, Christian Lefebvre, Samy Nasreddine et Bard Sorlie.
- Attaquants : Philippe Audet, Kevin Bourque, David Brosseau, Jean-François Brunelle, Martin Chouinard, Xavier Delisle, Daniel Goneau, Benoît Gratton, Philippe Grondin, Georges Laraque, Michel Massie, Todd Row et Jean-François Tremblay.

## Honneurs individuels
- Trophée Stafford-Smythe (meilleur joueur) : Cameron Mann (Petes de Peterborough)
- Trophée George-Parsons (meilleur esprit sportif) : Mike Williams (Petes de Peterborough)
- Trophée Hap-Emms (meilleur gardien) : Frédéric Deschênes (Prédateurs de Granby)
- Trophée Ed-Chynoweth (meilleur buteur) : Philippe Audet (Prédateurs de Granby)

Équipe d'étoiles :
- Gardien : Frédéric Deschênes (Prédateurs de Granby)
- Défenseurs : Wade Redden (Wheat Kings de Brandon) — Jason Doig (Prédateurs de Granby)
- Attaquants : Xavier Delisle (Prédateurs de Granby) — Philippe Audet (Prédateurs de Granby) — Cameron Mann (Petes de Peterborough)